# Cefoxitin
Cefoxitin ist eine organisch-chemische Verbindung aus der Gruppe der β-Lactam-Antibiotika, genauer der Cephalosporine. Es wurde 1971 von Merck & Co. patentiert und wird in Form seines Mononatriumsalzes verwendet. Das Medikament wirkt gegen Gram-negative Bakterien, weswegen es beispielsweise zur Behandlung einer bakteriellen Arthritis eingesetzt wird.

## Verwendung
Das Medikament wird zur Bekämpfung von gynäkologischen Infektionen mit leichter Verlaufsform und ohne weitere Risikofaktoren verwendet. Dabei wird die Substanz als Sequenztherapie eingesetzt, die meistens eine 14-tägige Einnahme vorsieht. Die zwei Tage darauf erfolgt die Einnahme von Doxycyclin. Auch zur Behandlung von Knochen und Gelenkinfektionen wie die durch Zecken übertragene Lyme-Borreliose kann Cefoxitin verwendet werden.

## Herstellung
Die Synthese von Cefoxitin läuft in einem komplexen Vorgang ab. Dazu wird zunächst das durch Fermentation aus Streptomyces-Arten gewonnene Cephamycin C mit Natronlauge, Tosylchlorid und Dicyclohexylamin versetzt. Anschließend erfolgt die Zugabe von Chlormethylmethylether und 2-(2-Thienyl)-acetylchlorid, sodass als Produkt das Cefoxitin entsteht.

## Cefoxitin-Natrium
Cefoxitin-Natrium ist weißes bis fast weißes, stark hygroskopisches Pulver, das sehr leicht löslich in Wasser und wenig löslich in Ethanol 96 Prozent ist. Der Schmelzpunkt liegt bei >160 °C.